# جفری ویلکینسون
سر جفری ویلکینسون (به انگلیسی: Sir Geoffrey Wilkinson) ‏(۱۴ ژوئیه ۱۹۲۱ - ۲۶ سپتامبر ۱۹۹۶) شیمی‌دان و برنده جایزه نوبل شیمی به خاطر پیشگامی در شیمی معدنی و کاتالیزورهای همگن فلزهای واسطه بود.

## زندگی‌نامه
ویلکینسون در دهکده اسپرینگ ساید در یورک شایر، انگلستان، به دنیا آمد. پدر او یک نقاش ساختمان بود و مادرش در یک کارخانه پنبه‌ریسی کار می‌کرد. ازدواج عمویش با خانواده‌ای که کارخانه‌ی مواد شیمیایی را اداره می‌کردند، سرآغاز علاقه او به دانش شیمی شد. او پس از پایان تحصیلات متوسطه، در سال ۱۹۳۹ با کمک‌هزینه پادشاهی برای تحصیل عازم کالج سلطنتی لندن شد.
او میان سال‌های ۱۹۴۳ تا ۱۹۴۶ به کار بر روی پروژه‌های انرژی هسته‌ای در کانادا پرداخت و پس از آن به تدریس در دانشگاه‌های برکلی (۱۹۵۰-۱۹۴۶) و مؤسسه فناوری ماساچوست (۱۹۵۱-۱۹۵۰) و دانشگاه هاروارد (۱۹۵۵-۱۹۵۱) پیش از بازگشت خود به کالج سلطنتی لندن پرداخت.

## کار

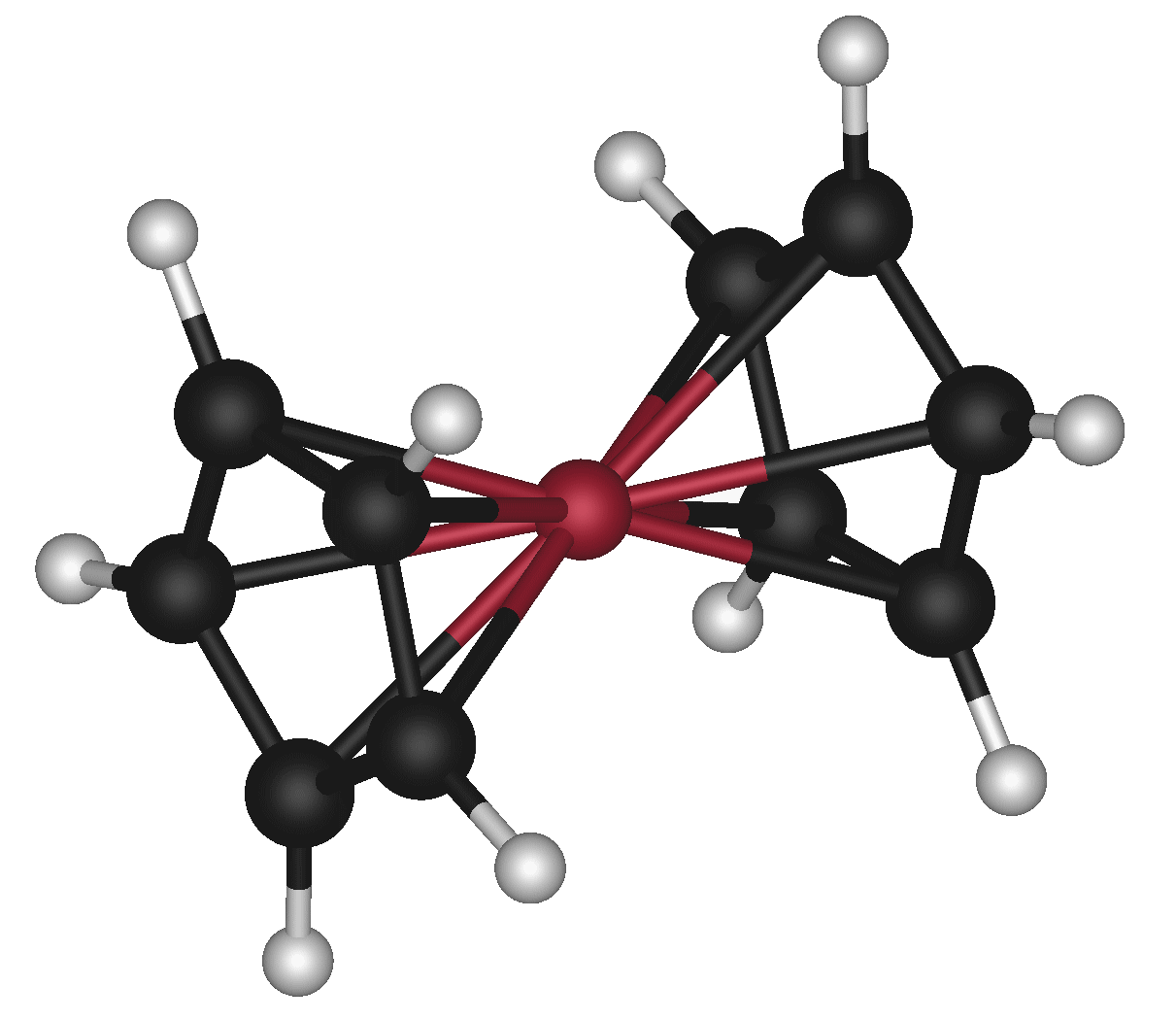
ساختار فروسن Fe(C_{5}H_{5})_{2}

او بیشتر به خاطر اختراع کاتالیست ویلکینسون RhCl(PPh3)3 و نیز کشف ساختار فروسن شناخته شد. او به خاطر کار برای شیمی آلی فلزی، جایزه نوبل سال ۱۹۷۳ را با همراهی ارنست فیشر دریافت کرد. ویلکینسون به همراه دانشجوی دکترای خود فرانک آلبرت کاتن، کتابی در زمینه شیمی معدنی نوشت که یکی از منابع اصلی این شاخه دانش به شمار می‌رود و از آن اغلب با نام کتاب «کاتن و ویلکینسون» یاد می‌شود.